# Eragrostis intermedia
Eragrostis intermedia ist eine Pflanzenart aus der Gattung Liebesgras (Eragrostis) innerhalb der Familie der Süßgräser (Poaceae). Sie ist von Nord- bis Zentralamerika verbreitet, wo sie von den südöstlichen und südwestlichen USA südwärts bis nach Costa Rica vorkommt. Die Art könnte auch in Südamerika vorkommen. Von der TNC wird Eragrostis intermedia als ungefährdet („G5“) eingestuft. Ein englischsprachiger Trivialname ist plains lovegrass.

## Beschreibung

### Vegetative Merkmale
Eragrostis intermedia wächst als ausdauernde krautige Pflanze und erreicht Wuchshöhen von bis zu 90 Zentimetern, gelegentlich bis zu 100 Zentimetern. Die einfachen Laubblätter sind bis zu 25 Zentimeter lang.

### Generative Merkmale
Der rispige Blütenstand besitzt einen pyramidenförmigem oder eiförmigem Umriss. Die Ährchen enthalten jeweils bis zu elf Blüten.

## Ökologie
Generative Vermehrung erfolgt über die Achänen oder es erfolgt eine vegetative Vermehrung aus Knospen an der Pflanzenbasis.
Einige Vogelarten wurden beim Fressen der Samen beobachtet.

## Standortbedingungen
Eragrostis intermedia wächst in öden Grasländern, Prärien, Chaparral, Strauch-Steppen, Pinyon a-Wacholder- sowie Eichen-dominierten Wäldern. Das Gras findet sich oft an trockenen Hängen. Es kann gestörte Bereiche leicht besiedeln. Sehr gut sind die Bedingungen auf sandigen Bodentypen und in Gebieten mit Niederschlags-gesteuerten Jahreszeiten mit feuchten Sommern und Wintern. In seinem natürlichen Verbreitungsgebiet ist das Gras eine der ersten grünen Pflanzen im Frühjahr. Nach Bränden wurde eine Zunahme der Abundanz beobachtet.

## Nutzung
Eragrostis intermedia gibt ein gutes Futter für das Vieh ab, ist jedoch empfindlich gegen Überweidung.